# Харченко, Фёдор Алексеевич
Фёдор Алексе́евич Ха́рченко (20 сентября 1923, Малая Белозёрка, Запорожская область — 23 января 1944, Новгородский район, Ленинградская область) — участник Великой Отечественной войны, комсомольский организатор (комсорг) батальона 13-го стрелкового полка 2-й стрелковой дивизии 59-й армии Волховского фронта, Герой Советского Союза (6.05.1965), старший сержант.

## Биография
Родился 20 сентября 1923 года в селе Малая Белозёрка. По национальности украинец. По окончании 5 классов школы работал столяром на судоремонтном заводе в городе Котлас Архангельской области.
В Красной армии с мая 1942 года, с этого же времени участник боёв Великой Отечественной войны.
Ф. А. Харченко был одним из лучших снайперов фронта, уничтожил около сотни фашистов.
23 января 1944 года в бою за деревню Осия, севернее города Новгорода, Харченко, приняв командование подразделением, поднял бойцов в атаку. В этом бою он погиб.

Указом Президиума Верховного Совета СССР от 6 мая 1965 года в канун 20-летия Победы советского народа над фашистской Германией за образцовое выполнение боевых заданий командования на фронте борьбы с немецко-фашистскими захватчиками и проявленные при этом мужество и героизм, старшему сержанту Харченко Фёдору Алексеевичу посмертно присвоено звание Героя Советского Союза.

## Награды
- медаль «Золотая Звезда» Героя Советского Союза;
- орден Ленина;
- орден Красной Звезды;
- медали.

## Память
- Похоронен в городе Новгороде у кремлёвской стены.
- Именем Героя названо судно Министерства речного флота РСФСР.
- В честь Героя Советского Союза Ф. А. Харченко на Лимендском судоремонтом заводе Архангельской области установлена мемориальная доска.